# Frank Marocco
'Frank L. Marocco (n. 2 ianuarie 1931, Joliet, Illinois, SUA – d. 3 martie 2012, Los Angeles, California, SUA) a fost un acordeonist american.